# Улрих I фон Ратзамхаузен
Улрих I фон Ратзамхаузен (на немски: Ulrich von Rathsamhausen; † 1459 или пр. 1470) от род Ратзамхаузен е господар на Щайн в Елзас.
Той е третият син на Геротеус/Жеротеус I фон Ратзамхаузен цум Щайн († сл. 1400) и първата му съпруга Анна фон Хевен († сл. 1399), дъщеря на Хайнрих I фон Хевен-Грисенберг († 1388/1389) и графиня Клеменция фон Тогенбург († 1405), дъщеря на граф Дитхелм V фон Тогенбург († 1337) и Аделхайд фон Грисенберг († 1371/1372). Внук е на Дитрих II фон Ратзамхаузен цум Щайн и Елза фон Хауз. Баща му се жени втори път 1502 г. за Аделхайд фон Ептинген.
Брат е на Дитрих IV фон Ратзамхаузен († 1457/1464), Бернхард фон Ратзамхаузен († сл. 1468) и на Бенигноза фон Ратзамхаузен († сл. 1457), омъжена за Конрад фон Хорнберг († сл. 1457).

## Фамилия
Улрих I фон Ратзамхаузен се жени 1425 г. за Клара фон Оксенщайн (* пр. 1400; † ок. 1425/1436), дъщеря на Рудолф II фон Оксенщайн († 1400) и Кунигунда фон Геролдсек-Вазихен († 1403). Те имат две дъщери:
- Анна фон Ратзамхаузен († 1493, Еенвайер), омъжена за Якоб фон Ландсберг (* пр. 1462; † 1498, Страсбург)
- Маргарета фон Ратзамхаузен († 1470), омъжена I. за Ханс фон Берщет, II. 1440 г. за Йохан фон Флекенщайн († 1483), господар на Зулц

Улрих I фон Ратзамхаузен се жени втори път 1417 г. за Йохана Байер фон Бопард (* пр. 1450; † сл. 1464), дъщеря на фрайхер Дитрих Байер фон Бопард († 1460/1461) и Бланшефлор фон Финстинген-Бракенкопф († 1451). Те имат шест деца:
- Конрад фон Ратзамхаузен († 1472/1483), женен за Матилде д'Армес; имат един син
- Дитрих VI фон Ратзамхаузен († сл. 1473)
- Жеротеус II фон Ратзамхаузен († 1495/1498), рицар, женен за Клара фон Андлау; имат три сина
- Буркард фон Ратзамхаузен († сл. 1461)
- Бланшефлор фон Ратзамхаузен, омъжена I. за Хайнрих фон Мюленхайм, II. за Антон фон Хоенщайн
- Жеротеус III фон Ратзамхаузен († 1484/1498); има два сина